# Guillot Pelletier
Guillot Pelletier est un fondeur et fabricant d'éléments en fer forgé ou en fonte moulée français du XIXe siècle. 
La société est fondée en 1838 à Saint-Jean-de-Braye. La société s'installe en 1873 à Orléans. La société se spécialise dans les serres, qui sont nouvelles à cette époque.
Elle réalise également des portails, des marquises, des kiosques à musique et des grilles
La société fusionne en 1927 avec l'entreprise orléanaise de métallerie A. Jouffray.

## Réalisations

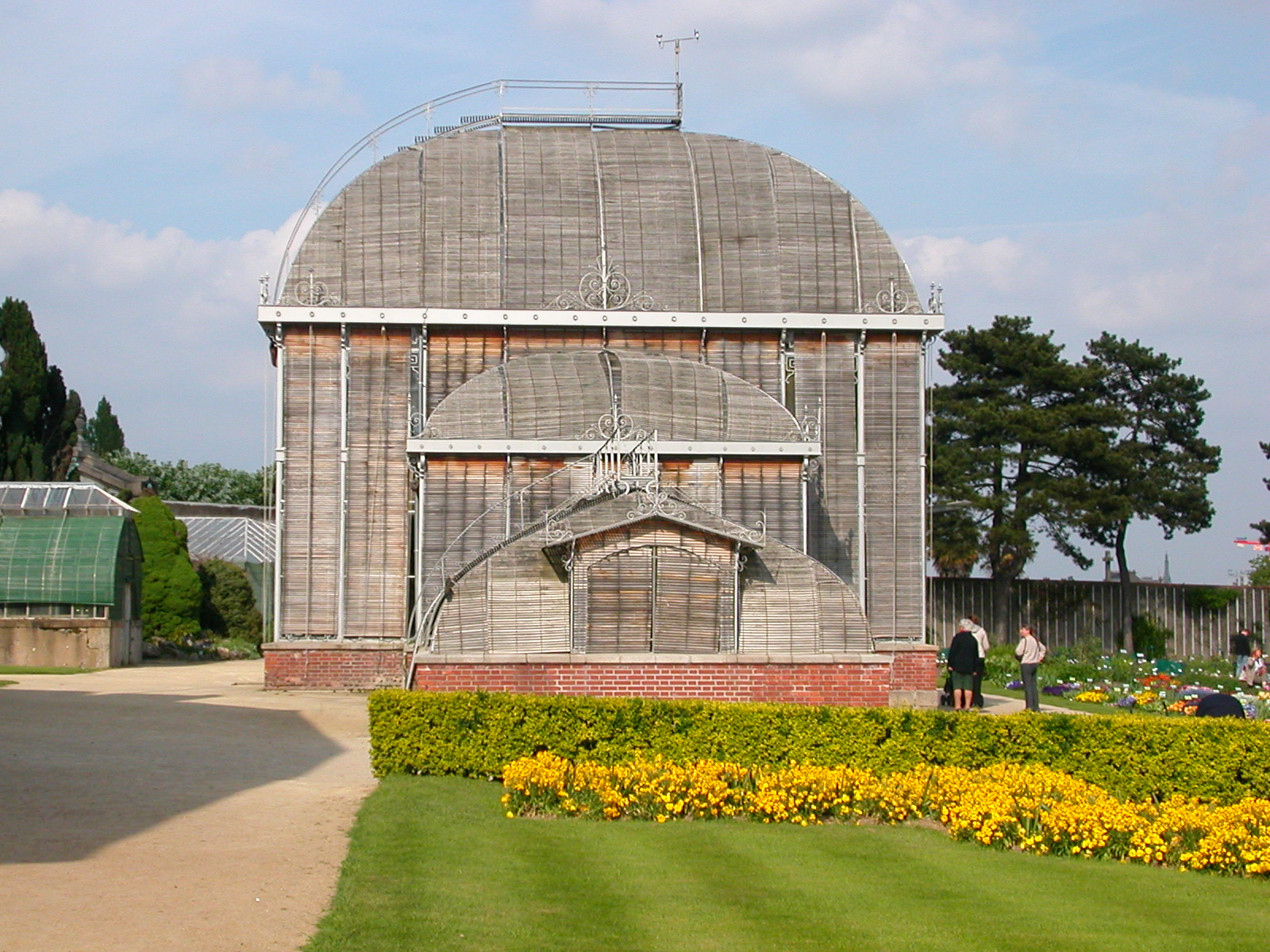
Palmarium du Jardin des plantes de Nantes

### Serres
- la plus ancienne serre (palmarium) du Jardin des plantes de Nantes, construite après une étude de 1895 et mise en service le 15 mars 1896[3]
- la serre du château du Taillis à Duclair
- la serre du château de Bouthonvilliers à Dangeau

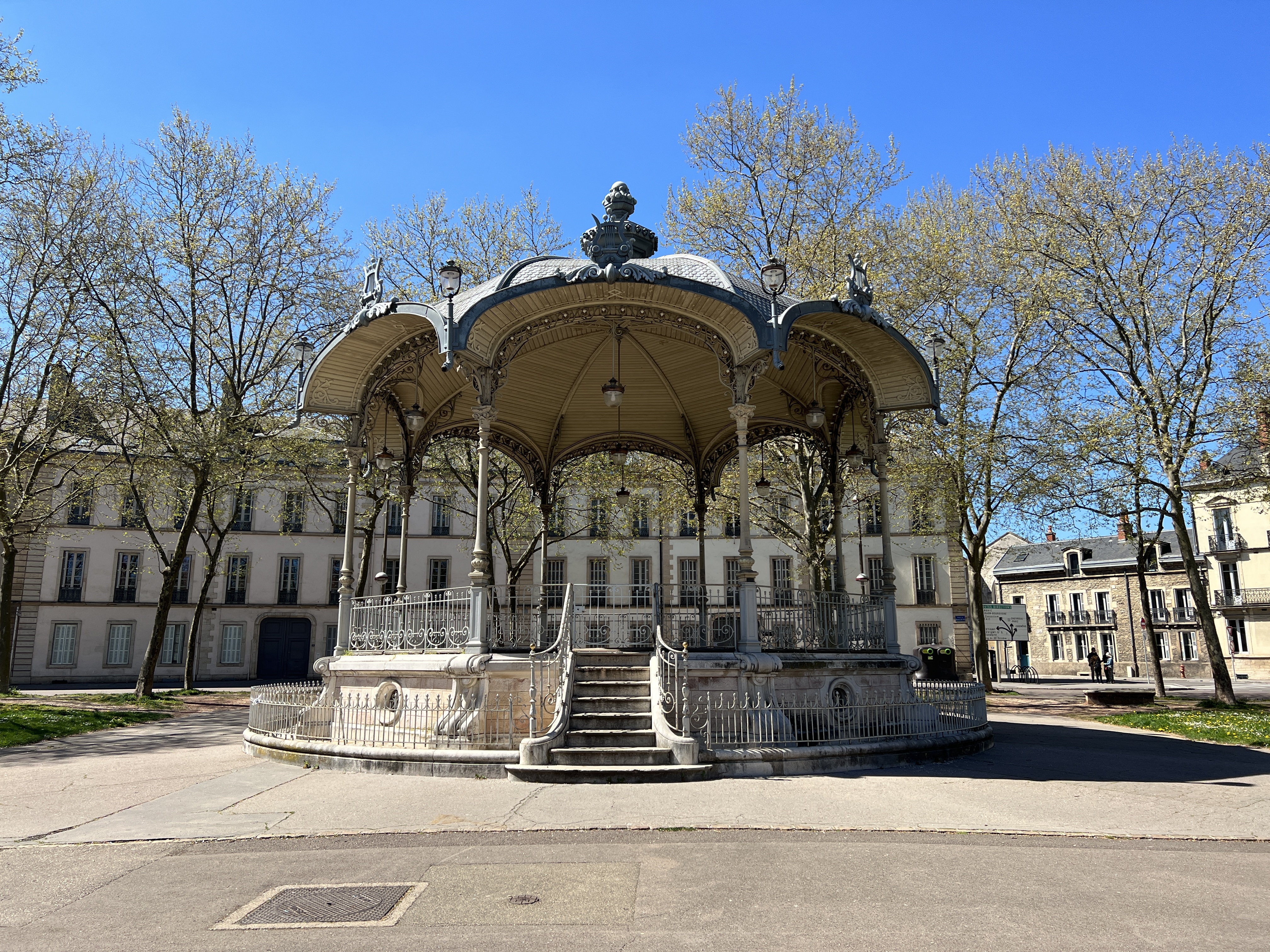
Kiosque à musique de la place du Président Wilson à Dijon

### Kiosques à musique Jouffray
- le kiosque de Cherbourg (1890)[4]
- le kiosque de Luçon (1891)[5]
- le kiosque de Parthenay (1906)[6]

### Kiosques à musique Guillot-Pelletier
- le kiosque de Saumur (1892)[7]
- le kiosque du parc de la Hotoie à Amiens (1893)[8]
- le kiosque de Saint-Junien (1894)
- le kiosque de Baugé (1898)[9]
- le kiosque de Périgueux (1900)[10]
- le kiosque de Morlaix (1903)[11]
- le kiosque de Sées (1906)
- le kiosque de Bastia (1908)
- le kiosque de Châteaubriant (1908)[12]
- le kiosque de Saint-Flour (1909)[13]
- le kiosque de Loches (1910)[14]
- le kiosque de Dijon (1912)[15]